# Institut de droit international
 (août 2019).
Si vous disposez d'ouvrages ou d'articles de référence ou si vous connaissez des sites web de qualité traitant du thème abordé ici, merci de compléter l'article en donnant les références utiles à sa vérifiabilité et en les liant à la section « Notes et références ».
Pour les articles homonymes, voir IDI.
L'Institut de droit international a été fondé en 1873 à Gand en Belgique sous l'initiative de Gustave Rolin-Jaequemyns. L'Institut avait pour mission de soutenir les efforts visant à éliminer des sociétés les sources de conflit et à codifier le droit international public et à promouvoir les droits de l'Homme. Il a comme slogan « Justice et paix ». L'institut a reçu le prix Nobel de la paix en 1904.
La 79e session de l’Institut a eu lieu en 2019 à La Haye sous la présidence de Nico Schrijver.
En 2024, son secrétaire général par interim est Fausto Pocar.